# Бунневик, Хьелль
Хьелль Бунневик (норв. Kjell Bondevik; 11 марта 1901, Лейкангер, Согн-ог-Фьюране — 21 декабря 1983, Осло) — норвежский политик. Дядя Хьелля Бунневика, впоследствии премьер-министра Норвегии.
Принадлежал к Христианско-Демократической партии. Министр религии и образования Норвегии (1972—1973), министр по связям с общественностью Норвегии в 1963 году.
Автор многих книг, в основном на исторические темы.